# Chironomus bharati
Chironomus bharati är en tvåvingeart som beskrevs av Singh och Kulshrestha 1976. Chironomus bharati ingår i släktet Chironomus och familjen fjädermyggor. Inga underarter finns listade i Catalogue of Life.